# Ritter (cràter)

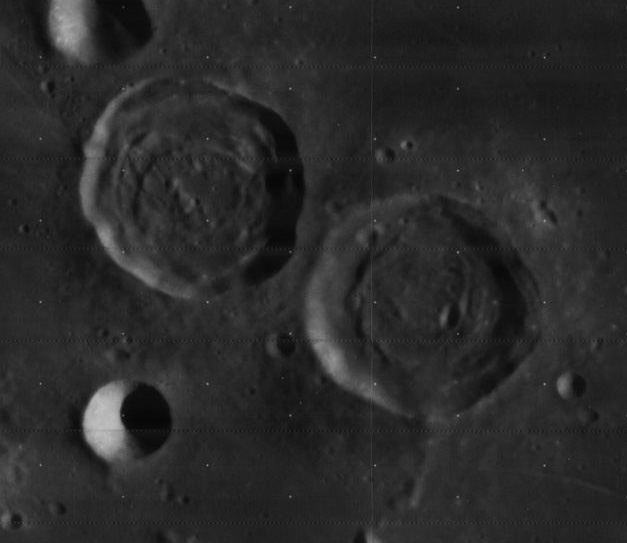
Fotografia de la missió Lunar Orbiter 4 (1967)

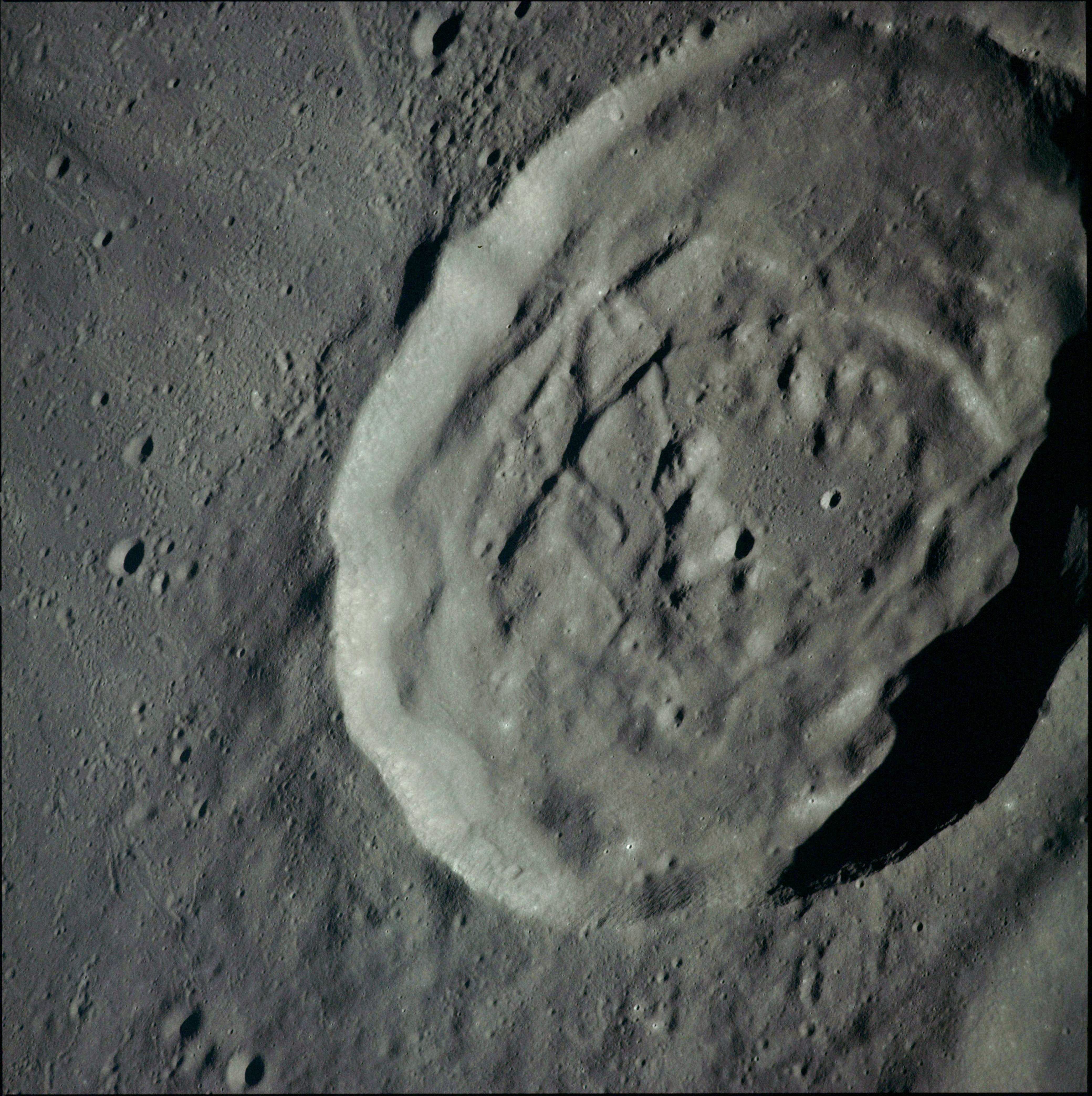
Fotografia de la missió Apol·lo 10

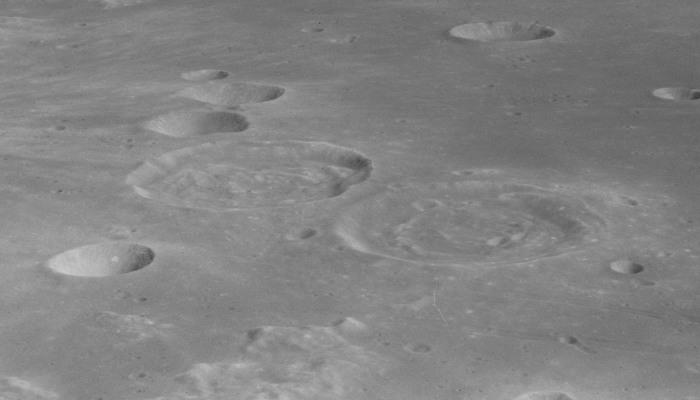
Fotografia de la missió Apol·lo 16

Ritter és un cràter d'impacte lunar localitzat prop del bord sud-oest del Mare Tranquillitatis. És el membre situat al nord-oest de la parella del cràters que forma amb Sabine al sud-est. Els dos brocals estan separats per una estreta vall de sols un parell de quilòmetres d'ample. Al nord-oest es troba el cràter Dionís, i al nord-nord-est apareixen Manners i Aragó.
|  |

Aquest cràter és aproximadament circular però amb una vora exterior irregular. Les parets interiors s'han desplomat cap a la plataforma. L'interior és accidentat, amb diverses crestes baixes. Al nord-oest de Ritter es troba un sistema d'esquerdes paral·leles denominat Rimae Ritter, orientades cap al nord-oest.
La nau Ranger 8 va sobrevolar Ritter abans d'impactar en el Mare Tranquilitatis.
Tant Sabine com Ritter originalment es pensava que poguessin ser calderes volcàniques en lloc de cràters d'impacte. En la seva obra "To A Rocky Moon", el geòleg lunar Donald Wilhelms exposava que: "Són bessons idèntics en morfologia i grandària (29-30 km), manquen de vora radial de materials ejectats i de cràters secundaris malgrat la seva aparent joventut. Estan situats en la presumiblement activa d'una mar. Estan alineats fins i tot amb una fossa tectònica, els rimae d' Hypatia. I el més significatiu, manquen de sòls profunds, reconeguts des dels dies de Gilbert com a signe inequívoc dels impactes". No obstant això, després que concloguessin els allunatges de la missió Apollo, es va descobrir que "Tots els cràters dins de les seves conques sofreixen un realç isostàtic", perquè "l'escorça fina i la major calor dins de les conques redueixen la viscositat del substrat dels cràters, permetent-los aconseguir l'equilibri isostàtic amb els materials dels voltants més ràpidament que altres cràters."

## Cràters satèl·lit
Per convenció aquests elements són identificats en els mapes lunars posant la lletra en el costat del punt mitjà del cràter que està més proper a Ritter.
|        | \| Ritter \| Coordenades \| Diàmetre \| \| ------ \| ---------------------------------- \| -------- \| \| B \| 3° 18′ N, 18° 54′ E / 3.3°N,18.9°E \| 14 km \| \| C \| 2° 48′ N, 18° 54′ E / 2.8°N,18.9°E \| 14 km \| \| D \| 3° 42′ N, 18° 48′ E / 3.7°N,18.8°E \| 7 km \| |          |
| Ritter | Coordenades | Diàmetre |
| B      | 3° 18′ N, 18° 54′ E / 3.3°N,18.9°E | 14 km    |
| C      | 2° 48′ N, 18° 54′ E / 2.8°N,18.9°E | 14 km    |
| D      | 3° 42′ N, 18° 48′ E / 3.7°N,18.8°E | 7 km     |